# Cornelis Rudolphus Theodorus Krayenhoff

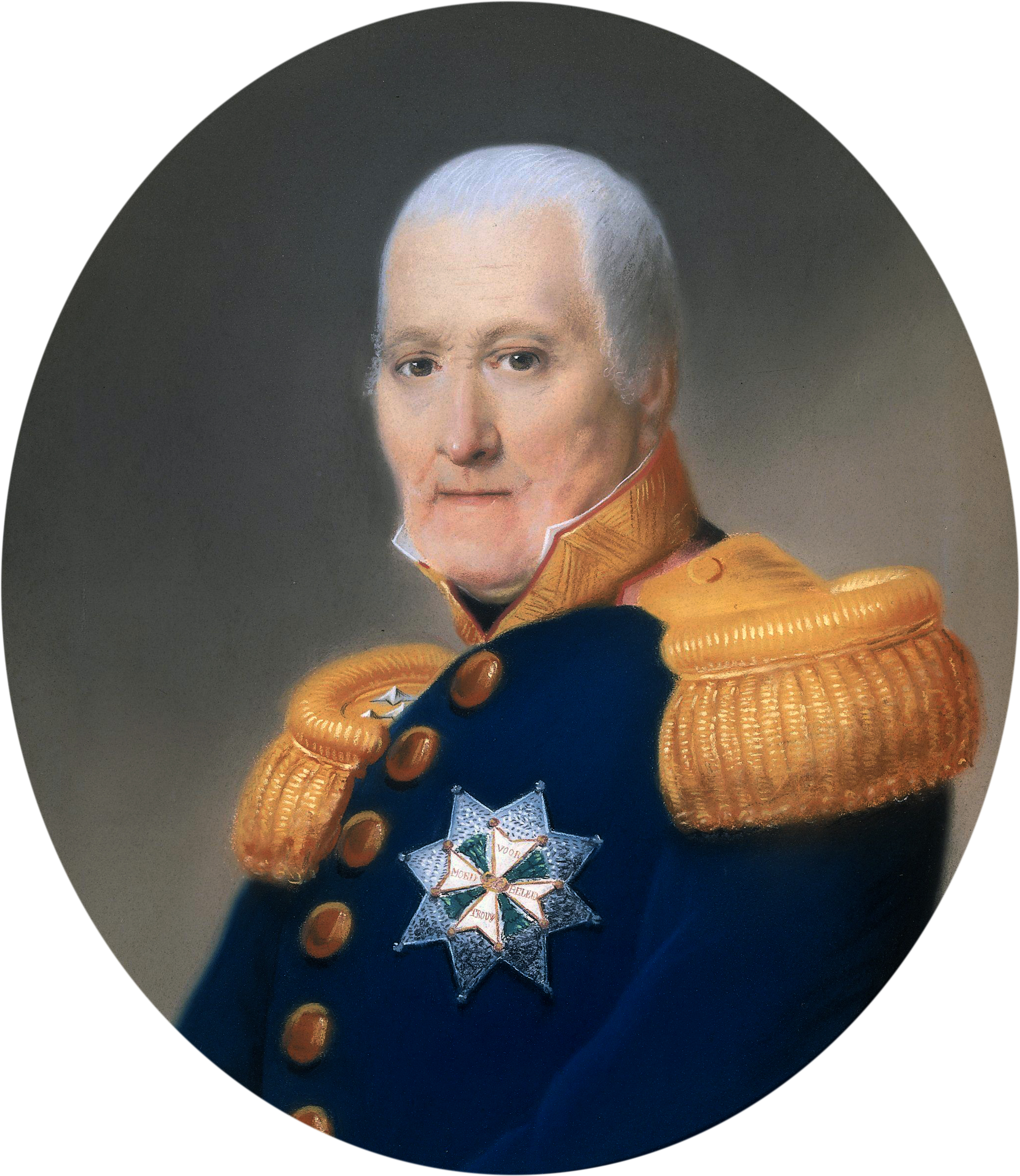
Cornelis Rudolphus Theodorus Krayenhoff

Corneli(u)s Rudolphus Theodorus (seit 1815 Baron) Krayenhoff (* 2. Juni 1758 in Nimwegen; † 24. November 1840 ebenda) war ein niederländischer Arzt, General, Kartograf und Minister.

## Leben
Krayenhoff studierte an der Universität Harderwijk Medizin und praktizierte nachher in Amsterdam. Beim Ausbruch der bürgerlichen Unruhen in der Republik der Sieben Vereinigten Niederlande (1795) ging er zu den Franzosen über und übernahm auf Jean-Charles Pichegrus Wunsch den Befehl über die Amsterdamer Garde. Im Mai 1795 wurde er zum Oberstleutnant und Kontrolleuradjunkten der Befestigungen ernannt. Im Auftrag der Regierung der Batavischen Republik (1798) fertigte er eine neue Karte der nördlichen Provinzen der Niederlande, die 23 Jahre später erschien.
König Louis Bonaparte ernannte Krayenhoff 1805 zu seinem Generaladjutanten, dann zum Generaldirektor des Kriegsdepots, später zum Generalmajor und endlich 1809 zum Kriegsminister, und Krayenhoff rechtfertigte während der Feldzüge von 1805, 1806 und 1809 glänzend das ihm geschenkte Vertrauen. Nach dem freiwilligen Rücktritt Louis’ (1810) wurde er von Napoléon zum Generalinspektor des Geniewesens ernannt, erklärte sich aber im Oktober 1813 für die Partei der Patrioten. Als Gouverneur von Amsterdam befehligte er die erfolglose Belagerung von Naarden. 1814 erhielt er den Auftrag, an der Spitze des Geniekorps den sogenannten Waterstaat, d. h. die Verwaltung der Brücken und Dämme, zu organisieren. 1815 wurde er zum Baron ernannt.
Später betraute ihn der König mit einer Sendung nach Curaçao. Von dort zurückgekehrt, wurde er, wegen Betrugs beim Bau der Südfestungen angeklagt, zur Disposition gestellt, 1830 nach seiner Freisprechung pensioniert und lebte fortan zu Nimwegen in Gelderland, wo er am 24. November 1840 starb.
Seit 1808 war er Mitglied der Königlich Niederländischen Akademie der Wissenschaften (Koninklijk Instituut).

## Werke
Als Schriftsteller hat sich Krayenhoff bekannt gemacht durch:
- Précis historique des opérations géodésiques et astronomiques faites en Hollande par le L.-G. K. (Den Haag 1815)
- Entwurf zu dem Ableiten des Niederrheins in die Yssel (Nimwegen 1823)
- Entwurf, den Strömen Waal und Maas eine andre Richtung zu geben (Nimwegen 1823).